# Ameghiniella australis
Ameghiniella australis är en svampart som beskrevs av Speg. 1888. Ameghiniella australis ingår i släktet Ameghiniella och familjen Helotiaceae.   Inga underarter finns listade i Catalogue of Life.